# Vilches (kommunhuvudort)
Vilches är en kommunhuvudort i Spanien.   Den ligger i provinsen Provincia de Jaén och regionen Andalusien, i den centrala delen av landet, 250 km söder om huvudstaden Madrid. Vilches ligger 525 meter över havet och antalet invånare är 4 929.
Terrängen runt Vilches är kuperad åt sydost, men åt nordväst är den platt. Vilches ligger uppe på en höjd. Runt Vilches är det glesbefolkat, med 19 invånare per kvadratkilometer. Närmaste större samhälle är Linares de Mora, 16,6 km sydväst om Vilches. Omgivningarna runt Vilches är i huvudsak ett öppet busklandskap.